# (2280) Куников
(2280) Куников (лат. Kunikov) — типичный астероид главного пояса, который был открыт 26 сентября 1971 года советской женщиной-астрономом Тамарой Смирновой в Крымской астрофизической обсерватории и назван в честь Героя Советского Союза Цезаря Куникова.

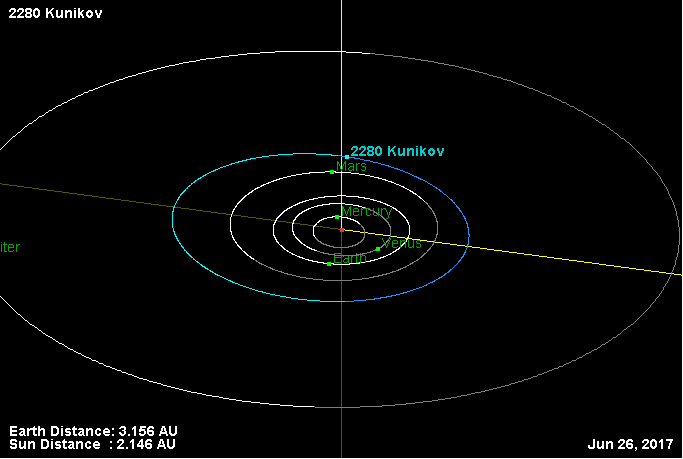
Орбита астероида Куников и его положение в Солнечной системе